# Xorides alpestris
Xorides alpestris är en stekelart som först beskrevs av Heinrich Habermehl 1903. 
Xorides alpestris ingår i släktet Xorides och familjen brokparasitsteklar. Enligt den finländska rödlistan är arten nära hotad i Finland. Arten är reproducerande i Sverige. Artens livsmiljö är skogar. Inga underarter finns listade i Catalogue of Life.